# 아이쇼정
아이쇼정(일본어: 愛荘町)은 일본 시가현 동부 에치군의 정이다.

## 지리
고토 평야에 위치하고 정역을 에치강, 우소강이 흐른다.

## 역사
옛 나카센도의 65번째 슈쿠바인 에치가와주쿠가 있고 메이지 천황이 잠시 머문 방이 그대로 보존되고 있다. 2006년 2월 13일에 에치가와정과 하타쇼정이 합병해 탄생하였다.

## 교통

### 철도
- 오미 철도(일본어판) 본선
  - (← 도요사토정 도요사토역 (시가현)(일본어판)) - 에치가와역(일본어판) - (히가시오미시 고카쇼역(일본어판) →)

### 도로
- 국도 제8호선
- 국도 제307호선